# IndyCar Series 2012

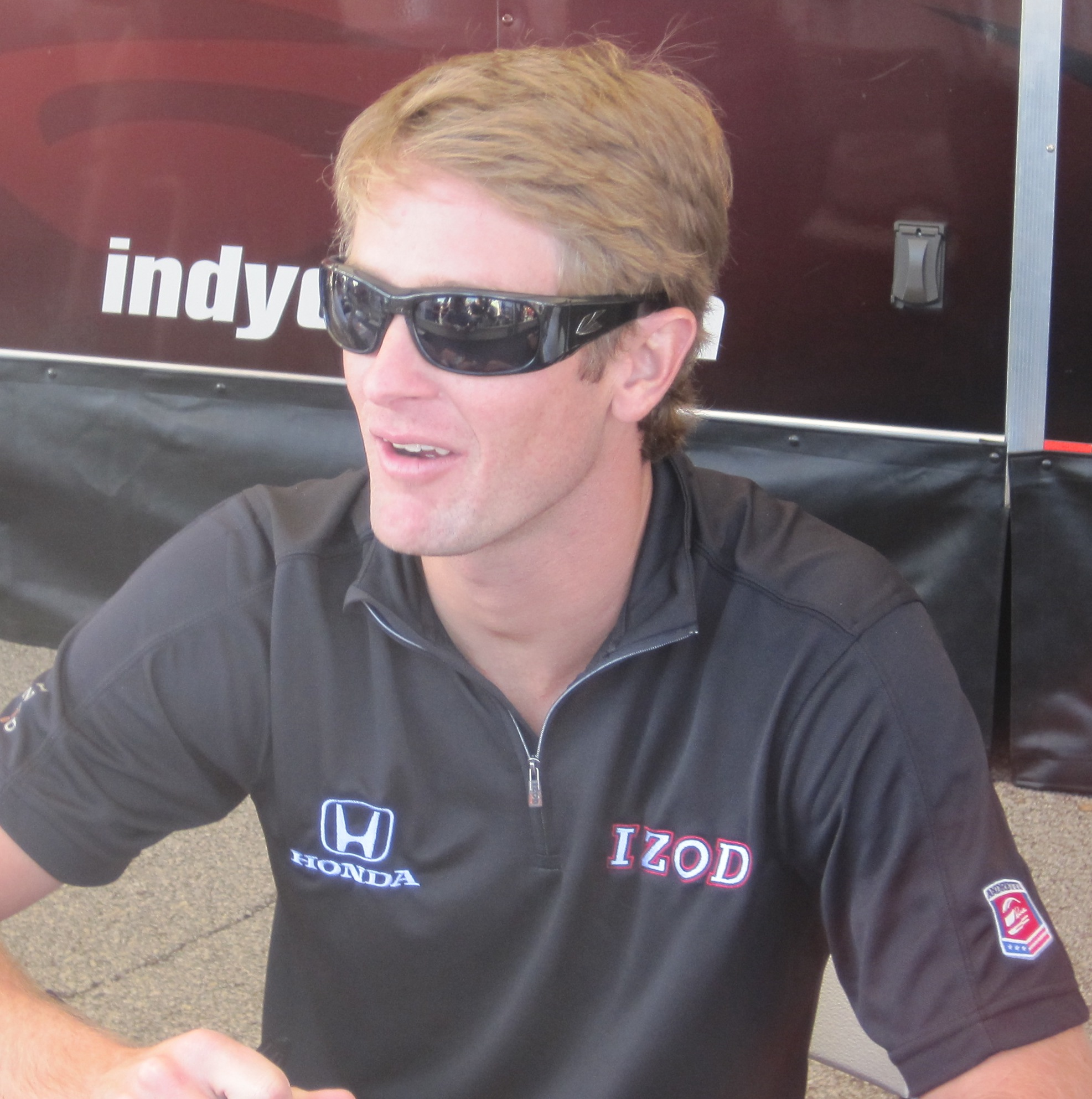
Ryan Hunter-Reay, vainqueur du championnat IndyCar.

Navigation
2011 2013
L'IndyCar Series 2012 est la 17e édition du championnat IndyCar Series. Le championnat comprend quinze épreuves, du 25 mars au 15 septembre avec, pour événement majeur, la 96e édition des 500 miles d'Indianapolis, disputée le 27 mai.
L'Américain Ryan Hunter-Reay, de l'écurie Andretti Autosport, remporte le championnat pilote avec 468 points et quatre victoires. Il devance l'Australien Will Power de l'équipe Team Penske et le Néo-zélandais Scott Dixon du Chip Ganassi Racing. Le roockie de l'année est le Français Simon Pagenaud. Au niveau constructeur, c'est Chevrolet qui l'emporte devant Honda et Lotus.

## Le projet ICONIC
Lors de l'année 2011, un comité pour discuter du futur de l'IndyCar est mis en place, l'ICONIC. Il est composé d'experts et de cadres travaillant déjà dans le secteur du sport automobile: Randy Bernard, William R. Looney III, Brian Barnhart, Gil de Ferran, Tony Purnell, Eddie Gossage, Neil Ressler, Tony Cotman et Rick longue.
Plusieurs sociétés d'ingénierie vont venir se proposer pour remplacer le Dallara IR-05, notamment Lola, DeltaWing et Swift mais le panel décide, le 14 juillet 2011, d'opter pour un autre châssis Dallara, plus révolutionnaire.

## Nouveautés pour la saison 2012

### Châssis
En août 2011, Dan Wheldon effectuait les premiers tests du nouveau châssis au Mid-Ohio à Lexington. Il se montrait enthousiaste et parlait déjà d'un « début d’une nouvelle époque pour la série IndyCar ».
À la suite du décès du Britannique lors de la course de Las Vegas, Dallara décide de nommer son nouveau châssis "DW12".
Tous les châssis seront fabriqués aux États-Unis, étant donné que Dallara Automobili souhaite construire des locaux à Indianapolis afin d'être plus proche du centre historique de l'IndyCar.
Un châssis coûtera 349 000$, presque autant que la voiture complète et motorisée (385 000$ ). Un kit aéro de 70 000$, approuvé par l'IndyCar et au nombre de deux pour chaque équipe sur la saison, était initialement prévu mais en raison des coûts de développement risquant d'être trop élevés pour les écuries, cette procédure ne sera aboutie qu'en 2013.

### Moteur
Les moteurs sont des V6 2,2 L turbo ou biturbo qui fonctionnent à l'éthanol, la puissance se situe entre 550 et 700 ch à 12 000 tr/min.
Le push to pass n'est plus présent.

### Fournisseurs
Il y aura 3 fournisseurs pour cette nouvelle saison : Chevrolet, Honda et Lotus.

### Courses

#### Arrivées
- Absente depuis 2009, la course de Détroit revient au calendrier pour la saison 2012[13].
- L'épreuve de Fontana est de retour et aura lieu le 15 septembre[14].

#### Absences
- La série ne reviendra pas à Motegi au Japon en 2012[15].
- Pas de course à Loudon, New Hampshire[16].
- L'épreuve de Sparta, Kentucky n'aura pas lieu en 2012[17].
- À la suite du décès de Dan Wheldon survenu en octobre 2011, la course de Las Vegas a été rayée du calendrier.

#### Course annulée
- La série devait se rendre pour la première fois de son histoire en Chine: l'Indy Qingdao 600 aurait dû se dérouler dans la ville de Qingdao[18], sur un circuit en ville long de 3,87 miles, avec le projet de construire un circuit permanent pour les futures saisons[19]. Le promoteur annula la course le 13 juin 2012[20].

## Calendrier
| N° | Date         | Nom de la Course                   | Appellation                             | Circuit                                  | Lieu          | Pays                   |
| -- | ------------ | ---------------------------------- | --------------------------------------- | ---------------------------------------- | ------------- | ---------------------- |
| 1  | 25 mars      | Grand Prix de St. Petersburg       | Honda Grand Prix of St Petersburg       | Circuit urbain de St. Petersburg (U)     | St Petersburg | Floride, États-Unis    |
| 2  | 1er avril    | Grand Prix Indy d'Alabama          | Honda Indy Grand Prix of Alabama        | Barber Motorsports Park (R)              | Birmingham    | Alabama, États-Unis    |
| 3  | 15 avril     | Grand Prix de Long Beach           | 38th Toyota Grand Prix of Long Beach    | Circuit urbain de Long Beach (U)         | Long Beach    | Californie, États-Unis |
| 4  | 29 avril     | 300 miles de Sao Paulo             | Sao Paulo Indy 300                      | Circuit urbain Anhembi (U)               | São Paulo     | São Paulo, Brésil      |
| 5  | 27 mai       | 500 Miles d'Indianapolis           | 96th Indianapolis 500-Mile Race         | Indianapolis Motor Speedway (O)          | Indianapolis  | Indiana, États-Unis    |
| 6  | 3 juin       | Grand Prix de Détroit              | Chevrolet Detroit Belle Isle Grand Prix | Circuit urbain de Détroit-Belle Isle (U) | Détroit       | Michigan, États-Unis   |
| 7  | 9 juin       | Grand Prix automobile du Texas     | Firestone 550K                          | Texas Motor Speedway (O)                 | Fort Worth    | Texas, États-Unis      |
| 8  | 16 juin      | Grand Prix automobile de Milwaukee | Milwaukee 225                           | Milwaukee Mile (O)                       | West Allis    | Wisconsin, États-Unis  |
| 9  | 23 juin      | 250 Iowa                           | Iowa Corn 250                           | Iowa Speedway (O)                        | Newton        | Iowa, États-Unis       |
| 10 | 8 juillet    | Grand Prix automobile de Toronto   | Honda Indy Toronto                      | Circuit urbain Exhibition Place (U)      | Toronto       | Ontario, Canada        |
| 11 | 22 juillet   | Grand Prix automobile d'Edmonton   | Honda Indy Edmonton                     | Circuit de l'Aéroport d'Edmonton (A)     | Edmonton      | Alberta, Canada        |
| 12 | 5 aout       | Grand Prix Indy de Mid-Ohio        | TBA                                     | Mid-Ohio Sports Car Course (R)           | Lexington     | Ohio, États-Unis       |
| 13 | 26 aout      | Grand Prix Indy de Sonoma          | Indy Grand Prix of Sonoma               | Infineon Raceway (R)                     | Sonoma        | Californie, États-Unis |
| 14 | 2 septembre  | Grand Prix de Baltimore            | Baltimore Grand Prix                    | Circuit urbain de Baltimore (U)          | Baltimore     | Maryland, États-Unis   |
| 15 | 15 septembre | TBA                                | TBA                                     | Auto Club Speedway (O)                   | Fontana       | Californie, États-Unis |

Légende
- (U): Circuit temporaire urbain (dans les rues de la ville)
- (A): Circuit temporaire sur piste d'aéroport
- (R): Circuit routier de Grand Prix
- (O): Circuit ovale (speedway et superspeedway)

## Pilotes et équipes
Toutes les voitures seront dotées du châssis  Dallara et chaussées des pneus  Firestone.

| Équipe                                                    | Moteur          | No. | Pilote(s)           | Sponsor(s)                                                     | Manches      | Notes                                                                                         |
| --------------------------------------------------------- | --------------- | --- | ------------------- | -------------------------------------------------------------- | ------------ | --------------------------------------------------------------------------------------------- |
| A. J. Foyt Enterprises                                    | Honda           | 14  | Mike Conway         | ABC Supply Company                                             | Toutes       |                                                                                               |
| A. J. Foyt Enterprises                                    | Honda           | 41  | Wade Cunningham (R) | Ecat / ABC Supply Company                                      | 5            |                                                                                               |
| Andretti Autosport                                        | Chevrolet       | 17  | Sebastian Saavedra  | Automatic Fire Sprinklers                                      | 5            | En association avec AFS Racing (en)                                                           |
| Andretti Autosport                                        | Chevrolet       | 25  | Ana Beatriz         | Petroleo Ipiranga                                              | 4-5          | En association avec Conquest Racing                                                           |
| Andretti Autosport                                        | Chevrolet       | 26  | Marco Andretti      | Royal Crown Cola                                               | Toutes       |                                                                                               |
| Andretti Autosport                                        | Chevrolet       | 27  | James Hinchcliffe   | GoDaddy.com                                                    | Toutes       |                                                                                               |
| Andretti Autosport                                        | Chevrolet       | 28  | Ryan Hunter-Reay    | DHL / Sun Drop / Circle K                                      | Toutes       |                                                                                               |
| Chip Ganassi Racing                                       | Honda           | 9   | Scott Dixon         | Target                                                         | Toutes       |                                                                                               |
| Chip Ganassi Racing                                       | Honda           | 10  | Dario Franchitti    | Target                                                         | 1–4, 6–15    | Franchitti a conduit la numéro 50 à Indianapolis pour fêter les 50 ans de son sponsor Target. |
| Chip Ganassi Racing                                       | Honda           | 50  | Dario Franchitti    | Target                                                         | 5            | Franchitti a conduit la numéro 50 à Indianapolis pour fêter les 50 ans de son sponsor Target. |
| Chip Ganassi Racing                                       | Honda           | 38  | Graham Rahal        | TBC Retail Group                                               | Toutes       |                                                                                               |
| Chip Ganassi Racing                                       | Honda           | 83  | Charlie Kimball     | Novo Nordisk                                                   | Toutes       |                                                                                               |
| Dale Coyne Racing                                         | Honda           | 18  | Justin Wilson       | Sonny's Real Pit Bar-B-Q                                       | Toutes       |                                                                                               |
| Dale Coyne Racing                                         | Honda           | 19  | James Jakes         | Acorn Stairlifts / Boy Scouts of America                       | Toutes       |                                                                                               |
| Dragon Racing                                             | Chevrolet       | 6   | Katherine Legge (R) | Truecar                                                        | 1-5, 7-9, 15 |                                                                                               |
| Dragon Racing                                             | Chevrolet       | 7   | Sébastien Bourdais  | McAfee / Bing                                                  | 1-6, 10-14   |                                                                                               |
| Dreyer & Reinbold Racing Panther/Dreyer & Reinbold Racing | Lotus Chevrolet | 22  | Oriol Servià        | TranSystems / WIX Filters / Telemundo / Charter Communications | Toutes       |                                                                                               |
| Ed Carpenter Racing                                       | Chevrolet       | 20  | Ed Carpenter        | Fuzzy's Ultra Premium Vodka                                    | Toutes       |                                                                                               |
| KV Racing Technology                                      | Chevrolet       | 5   | Ernesto Viso        | CITGO / PDVSA                                                  | Toutes       |                                                                                               |
| KV Racing Technology                                      | Chevrolet       | 8   | Rubens Barrichello  | Brasil Máquinas / Hyundai Heavy Industries                     | Toutes       |                                                                                               |
| KV Racing Technology                                      | Chevrolet       | 11  | Tony Kanaan         | GEICO / Mouser Electronics / TNT Energy Drink / Braskem        | Toutes       |                                                                                               |
| Lotus-Fan Force United                                    | Lotus           | 64  | Jean Alesi (R)      | F. P. Journe                                                   | 5            |                                                                                               |
| Lotus-HVM Racing                                          | Lotus           | 78  | Simona de Silvestro | Entergy / Lotus Cars                                           | Toutes       |                                                                                               |
| Panther Racing                                            | Chevrolet       | 4   | J. R. Hildebrand    | U.S. National Guard                                            | Toutes       |                                                                                               |
| Rahal Letterman Lanigan Racing                            | Honda           | 15  | Takuma Satō         | Panasonic / Mi-Jack / Interush                                 | Toutes       |                                                                                               |
| Rahal Letterman Lanigan Racing                            | Honda           | 30  | Michel Jourdain Jr  | Office Depot Mexico / Roshfrans                                | 5            |                                                                                               |
| Schmidt Hamilton Motorsports                              | Honda           | 77  | Simon Pagenaud (R)  | Hewlett-Packard / Coastal.com                                  | Toutes       |                                                                                               |
| Schmidt Hamilton Motorsports                              | Honda           | 99  | Townsend Bell       | BraunAbility                                                   | 5            |                                                                                               |
| Sarah Fisher Hartman Racing                               | Honda           | 39  | Bryan Clauson (R)   |                                                                | 5            |                                                                                               |
| Sarah Fisher Hartman Racing                               | Honda           | 67  | Josef Newgarden (R) | Direct Supply / Dollar General                                 | Toutes       |                                                                                               |
| Team Barracuda – BHA                                      | Honda           | 98  | Alex Tagliani       | Barracuda Networks                                             | 1-3, 5-15    | L'équipe a manqué la course de Sao Paulo pour se concentrer sur la préparation d'Indianapolis |
| Team Penske                                               | Chevrolet       | 2   | Ryan Briscoe        | IZOD / Hitachi                                                 | Toutes       |                                                                                               |
| Team Penske                                               | Chevrolet       | 3   | Hélio Castroneves   | Shell V-Power / AAA Insurance                                  | Toutes       |                                                                                               |
| Team Penske                                               | Chevrolet       | 12  | Will Power          | Verizon Wireless                                               | Toutes       |                                                                                               |

## Classements

### Championnat pilotes
| 1    | Ryan Hunter-Reay     | 3   | 12  | 6   | 2   | 3    | 27  | 7   | 21  | 1*  | 1   | 1*  | 7   | 24  | 18  | 1   | 4   | 468 |
| 2    | Will Power           | 7   | 1   | 1   | 1*  | 5    | 28  | 4   | 8   | 12  | 23  | 15  | 3   | 2*  | 2*  | 6*  | 24  | 465 |
| 3    | Scott Dixon          | 2*  | 2*  | 23  | 17  | 15   | 2   | 1*  | 18* | 11  | 4   | 25  | 10  | 1   | 13  | 4   | 3   | 435 |
| 4    | Hélio Castroneves    | 1   | 3   | 13  | 4   | 6    | 10  | 17  | 7   | 6   | 6*  | 6   | 1   | 16  | 6   | 10  | 5   | 431 |
| 5    | Simon Pagenaud       | 6   | 5   | 2*  | 12  | 23   | 16  | 3   | 6   | 13  | 5   | 12  | 20  | 3   | 7   | 3   | 15  | 387 |
| 6    | Ryan Briscoe         | 5   | 14  | 7   | 25  | 1    | 5   | 16  | 3   | 14  | 18  | 19  | 8   | 7   | 1   | 2   | 17  | 370 |
| 7    | Dario Franchitti     | 13  | 10  | 15  | 5   | 16   | 1   | 2   | 14  | 19  | 25  | 17  | 6   | 17  | 3   | 13  | 2   | 363 |
| 8    | James Hinchcliffe    | 4   | 6   | 3   | 6   | 2    | 6   | 21  | 4   | 3   | 17  | 22  | 12  | 5   | 26  | 15  | 13  | 358 |
| 9    | Tony Kanaan          | 25  | 21  | 4   | 13  | 8    | 3   | 6   | 11  | 2   | 3   | 4   | 18  | 6   | 10  | 20  | 18  | 351 |
| 10   | Graham Rahal         | 12  | 4   | 24  | 16  | 12   | 13  | 19  | 2   | 9   | 9   | 23  | 4   | 11  | 5   | 11  | 6   | 333 |
| 11   | J. R. Hildebrand     | 19  | 15  | 5   | 7   | 18   | 14  | 14  | 5   | 22  | 22  | 7   | 21  | 9   | 8   | 12  | 11  | 294 |
| 12   | Rubens Barrichello   | 17  | 8   | 9   | 10  | 10   | 11  | 25  | NP  | 10  | 7   | 11  | 13  | 15  | 4   | 5   | 22  | 289 |
| 13   | Oriol Servià         | 16  | 13  | 16  | 11  | 27   | 4   | 5   | 20  | 4   | 21  | 5   | 24  | 25  | 19  | 7   | 19  | 287 |
| 14   | Takuma Satō          | 22  | 24  | 8   | 3   | 19   | 17  | 20  | 22  | 20  | 12  | 9   | 2   | 13  | 27  | 21  | 7   | 281 |
| 15   | Justin Wilson        | 10  | 19  | 10  | 22  | 21   | 7   | 22  | 1   | 23  | 10  | 21  | 9   | 18  | 11  | 17  | 23  | 278 |
| 16   | Marco Andretti       | 14  | 11  | 25  | 14  | 4    | 24* | 11  | 17  | 15  | 2   | 16  | 14  | 8   | 25  | 14  | 8   | 278 |
| 17   | Alex Tagliani        | 15  | 26  | 21  |     | 11   | 12  | 10  | 9   | 7   | 16  | 10  | 5*  | 10  | 9   | 8   | 20  | 272 |
| 18   | Ed Carpenter         | 18  | 22  | 14  | 21  | 28   | 21  | 12  | 12  | 8   | 8   | 18  | 22  | 22  | 20  | 25  | 1*  | 261 |
| 19   | Charlie Kimball      | 9   | 25  | 18  | 8   | 14   | 8   | 8   | 23  | 17  | 11  | 2   | 19  |     | 21  | 18  | 10  | 260 |
| 20   | E. J. Viso           | 8   | 18  | 12  | 9   | 9    | 18  | 18  | 19  | 5   | 24  | 20  | 16  | 20  | 16  | 9   | 25  | 244 |
| 21   | Mike Conway          | 20  | 7   | 22  | 19  | 29   | 29  | 9   | 16  | 16  | 20  | 3   | 11  | 21  | 14  | 16  |     | 233 |
| 22   | James Jakes          | 26  | 16  | 11  | 15  | 17   | 15  | 23  | 10  | 21  | 13  | 8   | 25  | 19  | 12  | 24  | 12  | 232 |
| 23   | Josef Newgarden      | 11  | 17  | 26  | 23  | 7    | 25  | 15  | 13  | 25  | 19  | 13  | 17  | 12  | 23  |     | 16  | 200 |
| 24   | Simona de Silvestro  | 24  | 20  | 20  | 24  | 32   | 32  | 13  | NP  | 24  | 14  | 24  | 23  | 23  | 17  | 22  | 26  | 182 |
| 25   | Sébastien Bourdais   | 21  | 9   | 17  | 18  | 25   | 20  | 24  |     |     |     | 14  | 15  | 4   | 22  | 23  |     | 173 |
| 26   | Katherine Legge      | 23  | 23  | 19  | 26  | 30   | 22  |     | 15  | 18  | 15  |     |     |     | 24  |     | 9   | 137 |
| 27   | Sebastian Saavedra   |     |     |     |     | 24   | 26  |     |     |     |     |     |     |     | 15  |     | 21  | 41  |
| 28   | Wade Cunningham      |     |     |     |     | 26   | 31  |     |     |     |     |     |     |     |     |     | 14  | 29  |
| 29   | Ana Beatriz          |     |     |     | 20  | 13   | 23  |     |     |     |     |     |     |     |     |     |     | 28  |
| 30   | Townsend Bell        |     |     |     |     | 20   | 9   |     |     |     |     |     |     |     |     |     |     | 26  |
| 31   | Giorgio Pantano      |     |     |     |     |      |     |     |     |     |     |     |     | 14  |     |     |     | 16  |
| 32   | Michel Jourdain, Jr. |     |     |     |     | 22   | 19  |     |     |     |     |     |     |     |     |     |     | 16  |
| 33   | Bryan Clauson        |     |     |     |     | 31   | 30  |     |     |     |     |     |     |     |     |     |     | 13  |
| 34   | Jean Alesi           |     |     |     |     | 33   | 33  |     |     |     |     |     |     |     |     |     |     | 13  |
| 35   | Bruno Junqueira      |     |     |     |     |      |     |     |     |     |     |     |     |     |     | 19  |     | 12  |
| Pos. | Pilote               | STP | ALA | LBH | SAO | QL   | 500 | DET | TEX | MIL | IOW | TOR | EDM | MDO | SNM | BAL | FON | Pts |
| Pos. | Pilote               | STP | ALA | LBH | SAO | INDY |     | DET | TEX | MIL | IOW | TOR | EDM | MDO | SNM | BAL | FON | Pts |

| Couleur    | Résultat             |
| ---------- | -------------------- |
| Or         | Vainqueur            |
| Argent     | 2e                   |
| Bronze     | 3e                   |
| Vert       | 4e-5e                |
| Bleu clair | 6e-10e               |
| Bleu foncé | Hors du top 10       |
| Pourpre    | Abandon              |
| Rouge      | Non-qualifié (NQ)    |
| Brun       | Retiré (Wth)         |
| Noir       | Disqualifié (DSQ)    |
| Blanc      | Pas au départ (NP)   |
| Blanc      | Course stoppée (C)   |
| Vide       | Pas de participation |

| Notation          |                                                     |
| Gras              | Pole position (1 point) Exception: Indianapolis 500 |
| Italique          | Meilleur tour en course                             |
| *                 | Plus de tours menés (2 points)                      |
| NP                | Pilote qualifié mais pas au départ (NP).            |
| Rookie de l'année |                                                     |
| Rookie            |                                                     |

| Couleur    | Résultat             |
| ---------- | -------------------- |
| Or         | Vainqueur            |
| Argent     | 2e                   |
| Bronze     | 3e                   |
| Vert       | 4e-5e                |
| Bleu clair | 6e-10e               |
| Bleu foncé | Hors du top 10       |
| Pourpre    | Abandon              |
| Rouge      | Non-qualifié (NQ)    |
| Brun       | Retiré (Wth)         |
| Noir       | Disqualifié (DSQ)    |
| Blanc      | Pas au départ (NP)   |
| Blanc      | Course stoppée (C)   |
| Vide       | Pas de participation |

| Notation          |                                                     |
| Gras              | Pole position (1 point) Exception: Indianapolis 500 |
| Italique          | Meilleur tour en course                             |
| *                 | Plus de tours menés (2 points)                      |
| NP                | Pilote qualifié mais pas au départ (NP).            |
| Rookie de l'année |                                                     |
| Rookie            |                                                     |

Les points sont distribués de la manière suivante:
| Position                   | 1  | 2  | 3  | 4  | 5  | 6  | 7  | 8  | 9  | 10 | 11 | 12 | 13 | 14 | 15 | 16 | 17 | 18 | 19 | 20 | 21 | 22 | 23 | 24 | 25 | 26 | 27 | 28 | 29 | 30 | 31 | 32 | 33 |
| -------------------------- | -- | -- | -- | -- | -- | -- | -- | -- | -- | -- | -- | -- | -- | -- | -- | -- | -- | -- | -- | -- | -- | -- | -- | -- | -- | -- | -- | -- | -- | -- | -- | -- | -- |
| Course                     | 50 | 40 | 35 | 32 | 30 | 28 | 26 | 24 | 22 | 20 | 19 | 18 | 17 | 16 | 15 | 14 | 13 | 12 | 12 | 12 | 12 | 12 | 12 | 12 | 10 | 10 | 10 | 10 | 10 | 10 | 10 | 10 | 10 |
| Qualification à l'Indy 500 | 15 | 13 | 12 | 11 | 10 | 9  | 8  | 7  | 6  | 4  | 4  | 4  | 4  | 4  | 4  | 4  | 4  | 4  | 4  | 4  | 4  | 4  | 4  | 4  | 3  | 3  | 3  | 3  | 3  | 3  | 3  | 3  | 3  |

- Des points supplémentaires sont attribués aux pilotes selon leurs performances aux qualifications à l'Indy 500.
- En cas d'égalité, le championnat se joue sur le nombre de victoires, suivi du nombre de 2e places, 3e places, etc. Ensuite par le nombre de pole position, de 2e places sur la grille, etc.

### Championnat constructeurs
| Pos. | Constructeur | STP | ALA | LBH | SAO | INDY | DET | TEX | MIL | IOW | TOR | EDM | MDO | SNM | BAL | FON | Pts |
| ---- | ------------ | --- | --- | --- | --- | ---- | --- | --- | --- | --- | --- | --- | --- | --- | --- | --- | --- |
| 1    | Chevrolet    | 1   | 1   | 1   | 1   | 3    | 4   | 3   | 1   | 1   | 1   | 1   | 2   | 1   | 1   | 1   | 123 |
| 2    | Honda        | 2   | 2   | 2   | 3   | 1    | 1   | 1   | 7   | 4   | 2   | 2   | 1   | 3   | 3   | 2   | 102 |
| 3    | Lotus        | 15  | 9   | 16  | 11  | 32   | 13  | NP  | 24  | 14  | 24  | 23  | 23  | 17  | 22  | 26  | 60  |

- Les points au championnat constructeurs sont attribués en fonction de la position finale de la meilleure arrivée de chaque constructeur respectif à chaque épreuve.